# Monaco au Concours Eurovision de la chanson 2006
Monaco a participé au Concours Eurovision de la chanson 2006 à Athènes, en Grèce. C'est la 24e et — à ce jour — dernière participation monégasque au Concours Eurovision de la chanson.
Le pays est représenté par Séverine Ferrer et la chanson La Coco-Dance, sélectionnés en interne par Télé Monte-Carlo.

## Sélection
Le radiodiffuseur monégasque, Télé Monte-Carlo (TMC), choisit l'artiste et la chanson en interne pour représenter Monaco au Concours Eurovision de la chanson 2006. Cette participation est la dernière de Monaco, à ce jour en 2021.
Lors de cette sélection, c'est la chanson La Coco-Dance, co-écrite et composée par Philippe Bosco et Irka Bochenko et interprétée par la chanteuse française Séverine Ferrer, qui fut choisie.
| Ordre | Interprète      | Chanson       | Langue             |
| ----- | --------------- | ------------- | ------------------ |
| 1     | Séverine Ferrer | La Coco-Dance | Français, tahitien |

## À l'Eurovision

### Points attribués par Monaco
| 12 points | Bosnie-Herzégovine |
| 10 points | Chypre             |
| 8 points  | Suède              |
| 7 points  | Irlande            |
| 6 points  | Belgique           |
| 5 points  | Estonie            |
| 4 points  | Lituanie           |
| 3 points  | Slovénie           |
| 2 points  | Ukraine            |
| 1 point   | Islande            |

| 12 points | Bosnie-Herzégovine |
| 10 points | Irlande            |
| 8 points  | Lettonie           |
| 7 points  | Lituanie           |
| 6 points  | Suisse             |
| 5 points  | Suède              |
| 4 points  | Croatie            |
| 3 points  | France             |
| 2 points  | Ukraine            |
| 1 point   | Norvège            |

### Points attribués à Monaco
| 12 points | 10 points | 8 points  | 7 points  | 6 points  |
| --------- | --------- | --------- | --------- | --------- |
|           |           | - France  |           |           |
| 5 points  | 4 points  | 3 points  | 2 points  | 1 point   |
|           |           | - Andorre | - Estonie | - Pologne |

Lors de la demi-finale, Séverine Ferrer interprète La Coco-Dance en 10e position, suivant Chypre et précédant la Macédoine. 
Au terme du vote de la demi-finale, Monaco termine 21e sur les 23 pays participants, ayant reçu 14 points des jurys. N'ayant pas terminé parmi les dix premiers pays au classement, Monaco ne s'est pas qualifié pour la finale,,.